# Jean-Marie Klinkenberg
Jean-Marie Klinkenberg (Verviers, 1944) es un lingüista y semiótico belga, catedrático de ciencias del lenguaje en la Universidad de Lieja.

## Biografía
Miembro fundador del Grupo µ, ha contribuido a una renovación profunda de la retórica. Ha trabajado sobre los aspectos sociales y cognitivos de la semiótica, y sobre todo de la semiótica visual.
Sus trabajos sobre lingüística general, lingüística francesa y la sociología de las culturas y literaturas francófonas son también importantes : ha renovado el estudio de las producciones culturales periféricas, situándolo en una óptica institucional.
Forma parte del consejo editorial de numerosas revistas y colecciones internacionales. Ha sido presidente de la Asociación Internacional de Semiótica Visual (AISV-IAVS) es doctor honoris causa de varias universidades, y es miembro de la Real Academia de Bélgica.
Ha publicado más de seiscientos trabajos.